# Leyti N’Diaye
Leyti N’Diaye (ur. 19 sierpnia 1985 w Dakarze) – senegalski piłkarz występujący na pozycji obrońcy. Obecnie gra w Olympique Marsylia.

## Kariera klubowa
Ten senegalski obrońca rozpoczynał karierę w klubie CS Louhans-Cuiseaux. Gdy jego klub spadł z 3 ligi przeniósł się w wieku 17 lat do Olympique Marsylia. Jego dobrze zapowiadającą się karierę zahamowały dwie poważne kontuzje kolana. W styczniu 2006 został wypożyczony do US Créteil, gdzie zagrał w 9 spotkaniach. Po czasie spędzony w Créteil, został ponownie wypożyczony, tym razem do RC Strasbourg, jednak nigdy nie wystąpił tam w pierwszym zespole. Kolejne kontuzje kolana oraz więzadeł krzyżowych spowodowały, że grywał tylko w zespole rezerw. Sezon 2007/08 rozpoczął w rezerwach OM, jednak od kiedy do klubu przyszedł Eric Gerets Leyti częściej pojawiał się na ławce rezerwowych, w efekcie wystąpił tylko w 3 spotkaniach ligowych. Następnie został wypożyczony do AC Ajaccio.
| Sezon   | Klub                 | Kraj    | Rozgrywki | Mecze | Bramki | Rozgrywki Europy   | Mecze | Bramki |
| ------- | -------------------- | ------- | --------- | ----- | ------ | ------------------ | ----- | ------ |
| 2003/04 | CS Louhans-Cuiseaux  | Francja | National  | 14    | 0      | –                  | –     | –      |
| 2004/05 | Olympique Marsylia   | Francja | Ligue 1   | 3     | 0      | –                  | –     | –      |
| 2005/06 | US Créteil (wyp.)    | Francja | Ligue 2   | 9     | 0      | –                  | –     | –      |
| 2006/07 | RC Strasbourg (wyp.) | Francja | Ligue 2   | 0     | 0      | –                  | –     | –      |
| 2007/08 | Olympique Marsylia   | Francja | Ligue 1   | 2     | 0      | –                  | –     | –      |
| 2008/09 | AC Ajaccio (wyp.)    | Francja | Ligue 2   | 12    | 0      | –                  | –     | –      |
| 2009/10 | AC Ajaccio (wyp.)    | Francja | Ligue 2   | 31    | 2      | –                  | –     | –      |
| 2010/11 | Olympique Marsylia   | Francja | Ligue 1   | 4     | 0      | Liga Mistrzów UEFA | 1     | 0      |
| 2011/12 | AC Ajaccio (wyp.)    | Francja | Ligue 1   | 8     | 0      | –                  | –     | –      |
| 2012/13 | Olympique Marsylia   | Francja | Ligue 1   | 0     | 0      | Liga Europy UEFA   | 1     | 0      |

Stan na: 13 czerwca 2013 r.